# Architesma makomensis
Architesma makomensis is een vlinder uit de familie van de spinneruilen (Erebidae). De wetenschappelijke naam van de soort is voor het eerst voorgesteld als Eilema makomensis door Embrik Strand in een publicatie uit 1912.
Deze soort komt voor in tropisch Afrika waaronder Ivoorkust, Ghana, Nigeria, Kameroen, Equatoriaal-Guinea en Kenia.